# Níjniaia Lebejaika
Níjniaia Lebejaika (en rus: Нижняя Лебежайка) és un poble de l'óblast de Saràtov, a Rússia, segons el cens del 2011 tenia 2 habitants. Pertany al districte municipal de Khvalinsk.